# Gaspard-Joseph Labis
Gaspard-Joseph Labis (Warkonje (Frans: Warcoing), 2 juni 1792 - Doornik, 16 november 1872) was een Belgische rooms-katholieke bisschop. 
Bisschop Labis was naar verluidt geen gemakkelijke man: hij koesterde een houding waarbij hij zich strikt aan de kerkse leer hield. Hij verbood zelfs aan zijn geestelijken om godsdienstles te geven in de athenea aangezien deze staatsscholen symbool waren voor het openbaar onderwijs, verre verwijderd van enig godsdienstig motief. Hij bekommerde zich geenszins om redenaarskunst of -voorzorgen, en evenmin om nuances. Met zijn onverzettelijke persoonlijkheid ging hij regelmatig confrontaties aan, tegenover de  plaatselijke, liberaal gedomineerde burgerlijke overheid.
Zijn langdurige leiding aan het hoofd van het bisdom maakte dat hij -bij wijze van spreken- het superlatief van "oudste" bisschop van België verdiende.

## Biografie

### Leven en werken
Hij was de zoon van Gaspard Labis (Dottenijs, 1741 - Warkonje, 1814) en Catherina Delbecq (Warkonje, 1762 - 1838). Hij studeerde aan het gemeentelijk college van Doornik (anno 2010: Atheneüm Jules Bara). Hij zette zijn studies verder aan het seminarie en vervolgens in Arras met de vervolmaking van de cursus Theologie.
In 1814 aangesteld als onderdiaken, kreeg hij vooreerst de functie "leraar Filosofie" toebedeeld. Op 23 september 1815, dit is op 23-jarige leeftijd, werd hij priester gewijd. In 1818 werd hij aangesteld als kapelaan van Sint Legiers om nadien, in 1820 pastoor van Willaupuis te worden.
Terug in Doornik, in 1826, werd het seminarie zijn werkterrein om er "dogmatische theologie" te onderwijzen.
Enkele jaren later, in 1830, werd hij kanunnik aan het bisdom en in 1831 vicaris-generaal van de toenmalige bisschop, Jean-Joseph Delplancq. Na diens overlijden werd hij op 6 april 1835, aangesteld om de last over te nemen aan het hoofd van het bisdom Doornik.
In de toenmalige literatuur leest men: “Zyne Hoogweêrdigheyd den heer Gaspard-Joseph Labis, geboren de 23 juny 1792 te Warcoignien in het diocese van Doornyk, den 6 april 1835 tot Bisschop van Doornyk uitgeroepen en den 10 mey daer naer gewyd. Zyne Hoogweêrdigheyd is den 107.den Bisschop van Doornyk.”
Ingevolge Labis’ verzoek gelastte Jan Roothaan, de toenmalige generaal-overste van de paters Jezuïeten, zich met de oprichting van een nieuw college in Doornik. Met dat doel stelde Labis reeds kort na zijn aanstelling, het voormalige klooster van de zusters Karmelietessen (in de Augustijnenstraat) ter beschikking van de paters. Op 15 oktober 1839 opende de nieuwe onderwijsinstelling (het Onze-Lieve-Vrouwecollege) zijn deuren voor 116 leerlingen, verdeeld over 4 klassen. Dit college bestaat anno 2013 nog steeds in dezelfde straat.
Labis begunstigde eveneens de vrije scholen van het bisdom. Hij lag aan de oorsprong van het ontstaan van de Normaalschool der Goede Hoop (École normale de Bonne-Espérance) en moedigde de vestiging aan, van onderwijsinstellingen van de Broeders der Christelijke Scholen. Daarenboven lag hij aan de basis van de tenlasteneming, in 1850, van het Sint-Augustinuscollege in Edingen, en tien jaar later, in Leuze. In Doornik droeg hij bij tot de vestiging van de Dames van Sint-Andries.
Gedurende zijn episcopaat werden in zijn bisdom meer dan tweehonderd godsdienstige instellingen gesticht en werden er vierenveertig nieuwe parochies opgericht.
Ter gelegenheid van de afkondiging van het dogma van de Onbevlekte Ontvangenis in 1854, bevond Labis zich in Rome. Zestien jaar later nam hij er deel aan het Eerste Vaticaans Concilie, in 1870, dat onder meer het dogma van de pauselijke onfeilbaarheid uitvaardigde.
Tijdens zijn lang episcopaat dat 37 jaar duurde, zette hij de restauratie van de Doornikse kathedraal op touw. Hij liet eveneens een nieuwe grote klok Marie Pontoise (bijgenaamd: de hommel) installeren. De omvangrijke werkzaamheden namen 40 jaren in beslag.

### Overlijden en begrafenis
Op 16 november 1872 overleed Gaspard-Joseph Labis ingevolge een bronchitis in zijn buitenverblijf in Kain la Tombe. Zijn begrafenis leidde tot een nieuwe aanvaring tussen het bisdom en het gemeentebestuur, welke in die tijd schering en inslag waren.
Op zondag 17 november werd aangifte gedaan van het overlijden bij de burgemeester van Kain: Jean Baptiste Dochy. Vanaf dat ogenblik verspreidde het nieuws zich als een lopend vuurtje en ‘s middags luidde de grote klok van de kathedraal de rouw. Deken Jean Baptiste Ponceau vergaderde in het vooruitzicht van de nodige maatregelen nog dezelfde dag met het kapittel. Er werd toen beslist het stoffelijk overschot de volgende dag, maandag 18 november,  over te brengen naar het bisschoppelijk paleis, en het daar op te baren in de kapel. Nog voor het zover was, diezelfde zondag, in de vooravond, kwam de burgemeester van Kain la Tombe het lichaam van de overledene groeten. Hij leverde een summier opgestelde toelating af, voor de overbrenging van het lijk naar Doornik.
Naderhand vernam Léopold Fontaine, schepen van de Burgerlijke stand en waarnemend burgemeester van de stad Doornik, "door het publieke rumoer" dat het stoffelijk overschot was overgebracht naar het bisschoppelijk paleis. Hij vaardigde zijn bureauchef Guillaume Masquelier af, om de juistheid van deze geruchten te verifiëren. Toen deze gezant de toelating tot overbrenging opvroeg, bleek die met geen enkel officieel kenmerk of zegel gewaarmerkt. Als voorbeeldige publieke ambtenaar weigerde hij aldus de overbrenging van het lijk naar de stad, alhoewel het zich daar reeds meer dan 24 uren bevond.
Op woensdag 20 november werd derhalve een spoedbijeenkomst van de gemeenteraad belegd. Daarin werd officieel de stelling aangenomen dat het lichaam van Labis zonder toelating naar Doornik overgebracht was en dat men bijgevolg niet op de begrafenisplechtigheid van donderdag 21 november, aanwezig zou zijn.
Niettemin zou men toch een beperkte afvaardiging naar de eredienst sturen. De oom van minister Jules Bara werd met dit doel uitgezonden, evenals adjunct-commissaris Delvallée, teneinde de identiteit van het stoffelijk overschot vast te stellen. Op het voorstel van de adjunct-commissaris antwoordde bisschop Ponceau echter dat de identificatie onmogelijk was, doordat het lijk reeds in de kathedraal aan de aarde was toevertrouwd. Gedurende de begrafenismis bemerkten de aanwezigen inderdaad dat er op het praalbed noch lijk, noch kist lag.
Door zich haastig en zonder toelating in de kathedraal ter aarde te laten bestellen zette Labis misschien een laatste keer een hak aan de politici die hem gedurende zijn episcopaat niet hadden gespaard.
Inderdaad, volgens het decreet van 23 weidemaand van het jaar XII (Republikeinse Kalender) moesten de afgestorvenen buiten de stadsmuren begraven worden, met het doel de volksgezondheid te vrijwaren.
Er werd beslist de zaak voor de rechtbank te brengen. Rechter Cousinne verhoorde bisschop Ponceau, deken François Labis, deken Raoult, en advocaat Doutrelugne. Tijdens dit verhoor werd door de vertegenwoordigers van de overleden bisschop toegegeven dat Labis in de kathedraal begraven werd, nabij de grafkelder Walter de Marvis, vlak bij de sacristie, in een zeer diepe grafruimte, die afgesloten was met gemetselde stenen, een dikke laag aarde en daarboven een tegelvloer. 
Deze bekentenissen hadden tot gevolg dat Ponceau als verantwoordelijke voor de feiten, alsook de personen die de handenarbeid hadden verricht, op 11 januari 1873 voor de Correctionele Rechtbank gedaagd werden. De Openbare aanklager vorderde een gevangenisstraf voor Ponceau en een boete voor de anderen (Jean Baptiste Cailleau, diens zoon, alsook Jean Baptiste Duchateau). Hij haalde evenwel zijn slag slechts gedeeltelijk thuis: Ponceau werd veroordeeld tot een boete van 300 frank, en de anderen tot een boete van 26 frank. Doordat echter de Openbare aanklager beroep aantekende, werden de opgelegde boetes ten slotte verdubbeld.
De precieze plaats in de schoot van de kathedraal, waar Labis' sarcofaag verborgen werd, bleef meer dan 140 jaar onbekend. Pas in oktober 2014, bij het uitvoeren van peilingen in verband met de stabiliteit van de kathedraal, werd de sarcofaag in een 14de-eeuwse grafkelder onder het koor aangetroffen.
- Gemeinsame Normdatei: 1031590099
- Virtual International Authority File: 296489879